# Husiná
Husiná é um município da Eslováquia, situado no distrito de Rimavská Sobota, na região de Banská Bystrica. Tem 19,65 km² de área e sua população em 2018 foi estimada em 557 habitantes.

## Demografia
| Ano:        | 1994 | 2004    | 2014   | 2024 |
| ----------- | ---- | ------- | ------ | ---- |
| Broj ljudi: | 453  | 505     | 545    | 545  |
| Razlika:    |      | +11,47% | +7,92% | +0%  |

| Ano:               | 2023 | 2024   |
| ------------------ | ---- | ------ |
| Número de pessoas: | 544  | 545    |
| Diferença:         |      | +0,18% |